# جریزولیا
جریزولیا (به ایتالیایی: Grisolia) یک کومونه در ایتالیا است که در استان کزنتزا واقع شده‌است.

## خصوصیات
جریزولیا ۵۰ کیلومترمربع مساحت و ۲٬۴۰۷ نفر جمعیت دارد و ۴۸۰ متر بالاتر از سطح دریا واقع شده‌است.